# Petr Payne
Petr Payne zvaný Mistr Engliš (1380 Hough on Hill, Anglie – 1. září 1456 Praha) byl anglický teolog a reformátor, příznivec Viklefa, který přijel na počátku husitské revoluce do Prahy a stal se jejím významným představitelem. Někdy je označován za diplomata husitské revoluce.

## Život
Payne se narodil ve vesnici Hough on Hill v hrabství Lincolnshire. Studoval na Oxfordské univerzitě, kde získal titul magistra svobodných umění, později se stal představeným koleje St. Edmund’s Hall. V průběhu studia se stal přívržencem reformního učení Jana Viklefa a jeho následovníků – lollardů. Na Oxfordu se spřátelil s českými studenty, mezi kterými byl pravděpodobně i Jeroným Pražský, který přivezl Viklefovy spisy do Prahy. V letech 1410–1412 byl iniciátorem korespondence mezi anglickými lollardy a Janem Husem. V roce 1413 byl v procesu s lollardem Johnem Oldcastlem obviněn z kacířství, proto musel z Anglie uprchnout. Krátký čas pobýval u valdenských v Porýní, ale již v únoru 1415 dorazil do Prahy. S Husem se tak osobně nesetkal, protože přijel až po jeho odchodu do Kostnice.
V Praze byl vřele přijat a okamžitě se zapojil do reformního hnutí, především svým působením na pražské univerzitě. Spolupracoval s německými mistry z okruhu Mikuláše z Drážďan, s kterými podporoval Jakoubka ze Stříbra v jeho úsilí při zavádění přijímání podobojí. V roce 1417 byl na univerzitě přijat za člena profesorského kolegia. Do měšťanského a univerzitního husitismu vnášel prvky lidového valdenství a lollardství. Stal se významnou teologickou autoritou, jeho schopností začali husité využívat i v diplomatických službách (kromě angličtiny ovládal latinu, němčinu a francouzštinu). V roce 1420 byl v poselstvu na obranu kalicha ke králi Zikmundovi a v roce 1421 byl v poselstvu do Krakova s nabídkou české koruny polskému králi Vladislavovi. Ve stejném roce stál ve sporu s radikálním Janem Želivským na straně rektora univerzity Jakoubka ze Stříbra, ale později se přiklonil k táborské teologii.

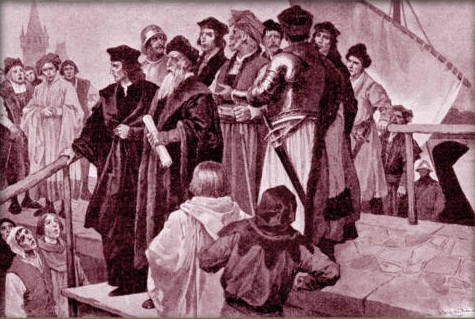
Věnceslav Černý – Husitské poselstvo v Basileji

V roce 1429 pronesl při přijetí husitské delegace Zikmundem v Bratislavě projev, ve kterém srovnal pomíjivou moc světského panovníka s nepřemožitelnou Pravdou Zákona Kristova. Heslo „Pravda vítězí“ se stalo heslem české reformace. V roce 1431 byl členem druhé delegace k polskému králi a na pražské synodě se zasadil o usmíření pražských a táborských kněží. V srpnu 1432 zastupoval sirotky na Kutnohorském sněmu. Byl zvolen jedním ze čtyř hlavních řečníků husitské delegace na Basilejském koncilu (společně s Janem Rokycanou, Mikulášem Biskupcem z Pelhřimova a Oldřichem ze Znojma), kde v roce 1433 obhajoval článek o kněžské chudobě a světském panování církve. Svou disputaci vedl na koncilu proti hlavnímu papežskému mluvčímu, obratnému řečníkovi Janu Palomarovi, který byl auditorem soudního dvora papežské kurie. Jeho obhajoba třetího artikulu byla brilantní, svými odbornými znalostmi a řečnickým umem svého oponenta zaháněl do úzkých. Zástupci anglického národa požadovali, aby byl zbaven ochrany koncilu, tyto požadavky však vyslyšeny nebyly. Po návratu do Prahy se účastnil dalších jednání s představiteli koncilu a snažil se zastavit rozkol mezi husitskými bratrstvy. Tento rozkol vyvrcholil v bitvě u Lipan, které se Payne zúčastnil v sirotčím vojsku. Padl do zajetí, ale byl vykoupen svými příznivci z okruhu táboritů.
Po vyhlášení kompromisních Basilejských kompaktát se v roce 1436 podřídil Rokycanovu vedení církve podobojí. Za to byl kritizován tábority. Nově zvolený král Zikmund ho pronásledoval, označil ho za kacíře a jako cizince vypověděl ze země. Payne hledal útočiště u husitů v jiných městech (Klatovy, Žatec). Právě na cestě do Žatce byl zatčen katolickým pánem z Gutštejna, který ho dva roky věznil na hradě Rabštejn a snažil se ho vydat za vysoké výkupné papežské kurii nebo anglické inkvizici. Pomohli mu opět táborité, kteří ho vykoupili ze zajetí (ze sbírky od měst táborského svazu). Po Zikmundově smrti v roce 1437 se vrátil do služeb husitské konzistoře a opět byl prostředníkem mezi husitskými skupinami, tentokrát mezi Janem Rokycanou a táborskými teology. Do Prahy se vrátil až v roce 1448 s Janem Rokycanou, se kterým se velmi spřátelil. Rokycana mu zajistil umístění v Emauzském klášteře na Slovanech.
Poslední velkou diplomatickou službu vykonal v roce 1451 při cestě do Konstantinopole k představitelům východní – pravoslavné církve, u kterých husité hledali především podporu pro nového arcibiskupa Jana Rokycanu, jehož volbu papež neuznal. Jednání byla přerušena z důvodu tureckého obležení Konstantinopole. Poslední roky života strávil Payne v Emauzích, kde se sblížil s hospodářským správcem Bratrem Řehořem, kterého pravděpodobně podpořil v jeho záměru odejít z Prahy a založit Jednotu bratrskou.

## Dílo
Je autorem mnoha polemik, obran, disputací, výkladů, protokolárních zápisů a traktátů
- Tractatus de necessitate absoluta eveniencium
- Intimatio contra positionem de natura universalium Nicolai de Stoiczin

## Odraz v kultuře
Petr Payne je hlavní postavou Pludkova historického románu Česká pře (1989).
Objevuje se v druhém díle Husitské trilogie od Andrzeje Sapkowskeho Boží bojovníci (2004)